# Churriana de la Vega
Churriana de la Vega é um município da Espanha na província de Granada, comunidade autónoma da Andaluzia. Tem 6,6 km² de área e em 2021 tinha 15 741 habitantes (densidade: 2 385 hab./km²).

## Demografia
| Variação demográfica do município entre 1991 e 2004 | Variação demográfica do município entre 1991 e 2004 | Variação demográfica do município entre 1991 e 2004 | Variação demográfica do município entre 1991 e 2004 |
| --------------------------------------------------- | --------------------------------------------------- | --------------------------------------------------- | --------------------------------------------------- |
| 1991                                                | 1996                                                | 2001                                                | 2004                                                |
| 5536                                                | 6458                                                | 7574                                                | 8230                                                |